# René Coicaud
René Coicaud (Libourne, 25 agosto 1927 – Bergerac, 1º ottobre 2000) è stato uno schermidore francese, vincitore di una medaglia d'argento nella scherma ai giochi olimpici.